# August von Wörndle

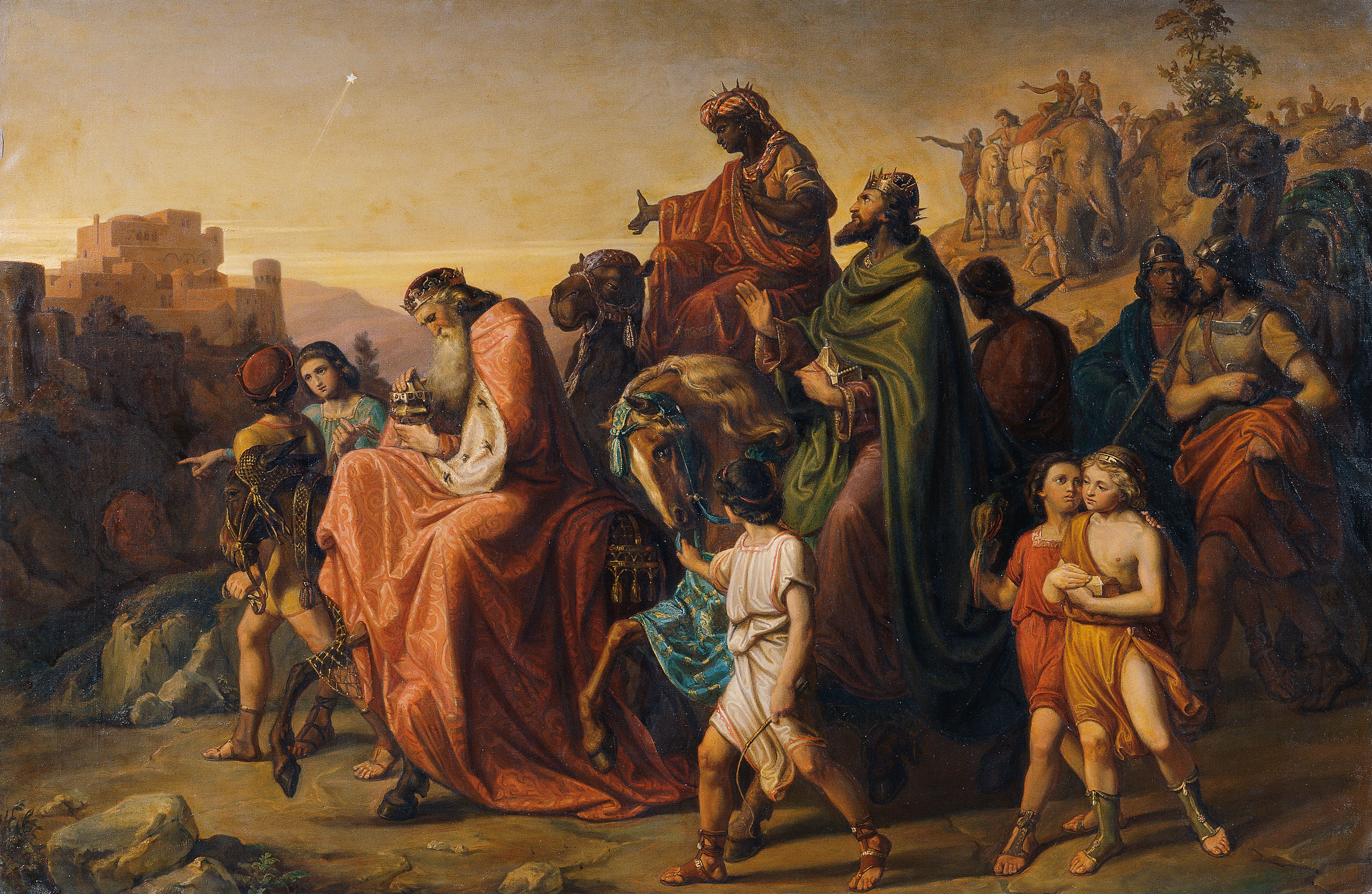
Zug der heiligen drei Könige (1852), Kunsthistorisches Museum Wien

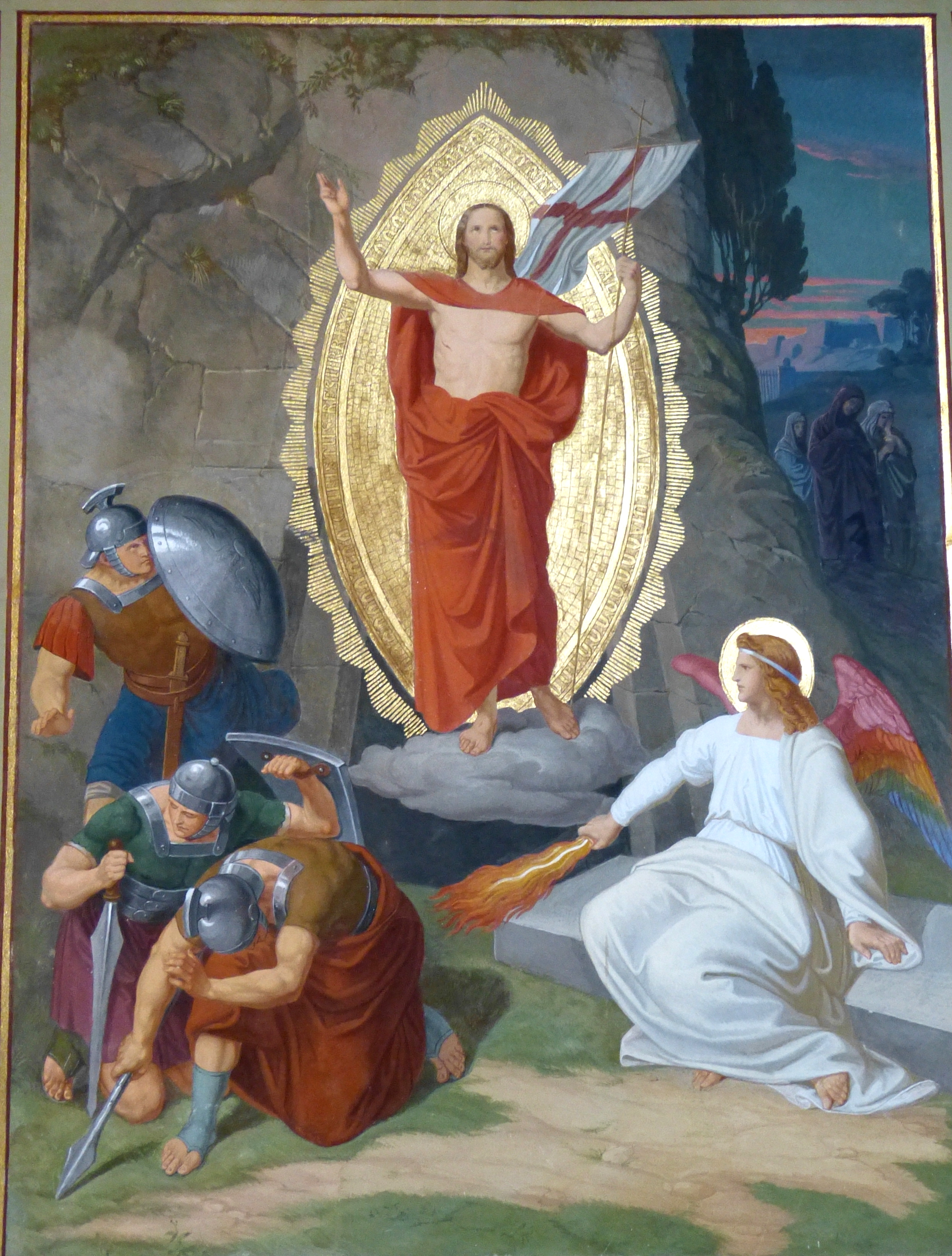
Auferstehung Christi, Wandgemälde in der Schlosskapelle Ambras (1867)

August von Wörndle, vollständig August Wörndle von Adelsfried (* 22. Juni 1829 in Wien; † 26. April 1902 ebenda) war ein österreichischer Historienmaler.

## Leben
August von Wörndle studierte ab 1844 an der Akademie der bildenden Künste in Wien und wurde unter dem Einfluss seines Lehrers Joseph von Führich zu einem späten Nazarener. 1853 ging er mit einem kaiserlichen Stipendium nach Rom und blieb dort bis 1859. Als Mitarbeiter von Peter von Cornelius war er an der Entstehung der Kartons für den „Campo Santo“, eine von König Friedrich Wilhelm IV. geplante Grablege des Hauses Hohenzollern in Berlin, beteiligt. 1872 heiratete er die Tochter seines Lehrers.

## Werke
Zu seinen bedeutendsten Werken zählen die Fresken in der Kapelle des Schlosses Ambras bei Innsbruck und in der Stadtpfarrkirche Hl. Laurentius von Wörgl.